# Wrana Maria Panizzi
Wrana Maria Panizzi ComMM (Marcelino Ramos, 8 de novembro de 1949) é uma socióloga, urbanista, pesquisadora e professora universitária brasileira. 
Doutorada em Urbanismo e Planejamento e em Ciências Sociais, fez sua carreira como professora titular do Departamento de Urbanismo da Faculdade de Arquitetura da Universidade Federal do Rio Grande do Sul, ocupando a reitoria universitária por dois mandatos entre 1996 e 2004, tendo sido a primeira mulher a dirigir a instituição. Desempenhou funções de liderança em uma série de organismos e colegiados científicos públicos e privados e foi distinguida com múltiplos prêmios e títulos, incluindo a Grã-Cruz da Ordem Nacional do Mérito Científico. Tem vasta bibliografia publicada em livros e artigos, enfocando principalmente o planejamento urbano e a universidade pública e suas relações com a política, a economia e a sociedade.

## Biografia
Wrana Panizzi nasceu na cidade gaúcha de Marcelino Ramos, em 1949. Cresceu em Passo Fundo, onde estudou na Escola Normal Oswaldo Cruz e no Colégio Estadual Nicolau de Araújo Vergueiro. Em 1967 ingressou no curso de licenciatura em Filosofia e em 1968 no bacharelado em Direito pela Universidade de Passo Fundo.
Em 1977 defendeu o mestrado em Planejamento Urbano e Regional, pela Universidade Federal do Rio Grande do Sul (UFRGS). Em 1981, partiu para a França, onde fez seu primeiro doutorado em Urbanismo e Planejamento pela Universidade Paris-Est-Créteil-Val-de-Marne, defendido em 1984. Em 1988, defendeu o segundo doutorado, em Ciências Sociais, pela Universidade Paris 1 Panthéon-Sorbonne.
Foi professora titular do Departamento de Urbanismo da Faculdade de Arquitetura da UFRGS, coordenadora geral do Programa de Pós-Graduação em Planejamento Urbano e Regional (1981-1983), Pró-Reitora de Planejamento (1992-1994), Pró-Reitora de Administração (1992-1993), e Reitora da universidade por dois mandatos, no período de 18 de setembro de 1996 a 24 de setembro de 2004, sendo a primeira mulher a dirigir a instituição.
Durante seus mandatos a universidade ampliou o número de cursos de graduação e de pós-graduação, de vagas na graduação, de projetos de extensão e de grupos de pesquisa. Organizou um amplo programa de restauro e requalificação das suas edificações históricas. Também foi criada a Secretaria de Patrimônio Histórico para coordenar as ações, e para depois manter um projeto permanente de conservação das estruturas e desenvolvimento de atividades culturais e educativas, como cursos, apresentações artísticas e visitas guiadas. O projeto de restauro teve uma repercussão crítica muito positiva, recebendo o Prêmio Rodrigo Melo Franco de Andrade do IPHAN em 2000, 2001, 2002 e 2006. O IPHAN tombou em 1999 os prédios da Faculdade de Direito e do Observatório Astronômico, e todo o conjunto foi declarado Patrimônio Cultural do Estado em 15 de setembro de 2000. Em 2008 tentou conquistar novo mandato, mas foi derrotada por Carlos Alexandre Netto. Aposentou-se na UFRGS em 2024.
Foi também membro fundador (1983), membro do Conselho Provisório (1983) e da primeira Diretoria (1984-1986) e presidente (1993-1995) da Associação Nacional de Pós-graduação e Pesquisa em Planejamento Urbano e Regional, presidente da Fundação de Economia e Estatística do Rio Grande do Sul (1989-1991), membro do Comitê de Assessoramento de Ciências Sociais Aplicadas (1989-1991) e vice-presidente do CNPq (2007-2011), membro do Conselho Superior da Fundação de Amparo à Pesquisa do Estado do Rio Grande do Sul (1990-1995), membro do Conselho Diretor do Hospital de Clínicas de Porto Alegre (1992-1996), presidente do Fórum de Reitores do Estado do Rio Grande do Sul e do Conselho Regional de Desenvolvimento do Delta do Jacuí (1997-1998), presidente do Fórum das Instituições de Ensino Superior do Estado do Rio Grande do Sul (1998-2004), presidente do Sebrae (dezembro de 2000-maio de 2001), presidente do Conselho Universitário Ibero Americano (2002-2003), membro do Conselho Nacional de Ciência e Tecnologia (2003), a primeira mulher a integrá-lo após a institucionalização do Conselho, presidente da Associação Nacional dos Dirigentes das Instituições Federais de Ensino Superior (29 de maio de 2003-12 de junho de 2004), membro do Conselho Administrativo da Fundação de Ciência e Tecnologia (2008-2011), e membro do Conselho de Comunicação Social do Senado e coordenadora de duas Comissões de Relatoria (2013-2114). Foi ainda membro do Grupo Executivo Reforma Ensino do Ministério da Educação, do Conselho de Administração do Centro de Gestão e Estudos Estratégicos do Ministério da Ciência, Tecnologia e Inovação, e do Conselho Editorial dos periódicos Revista Brasileira de Estudos Urbanos e Regionais (ANPUR), Cadernos Metrópole (PUC-SP), e Revista de Cultura e Extensão (USP).
Sua pesquisa se concentra nas Ciências Sociais Aplicadas com ênfase no Planejamento Urbano e Regional. Entre seus temas de interesse está a história do planejamento urbano no Brasil e os impactos do exercício do poder nas cidades a partir das relações entre Estado e sociedade e da ação do mercado, dos proprietários de terras e das grandes empresas construtoras, que favorecem a flexibilização do planejamento e a captura das rendas urbanas pelos grandes grupos econômicos.
Também tem dedicado muita atenção ao estudo da história e da atuação das universidades públicas frente às dinâmicas desafiadoras da burocracia administrativa, da política e da economia, e os impactos sobre seus valores e objetivos ideais, os modelos de educação, a qualidade do ensino e a sociedade. Tem sido uma defensora do ensino superior público e gratuito como "a única possibilidade de acesso à educação superior para milhares de brasileiros", e da autonomia das universidades públicas. Em suas palavras, 
"Discutir a universidade é, sem dúvida, discutir autonomia – um valor intrínseco à universidade. É mais que um arcabouço a determinar a sua atuação e seu protagonismo, sendo um valor imprescindível para que a universidade cumpra o seu papel de formar cidadãos aptos a pensar, com capacidade para ajudar a sociedade a avançar em direção ao futuro. Devido à sua importância nos avanços científicos e intelectuais, as universidades sempre estiveram ligadas ao poder reinante. Primeiro à religião, posteriormente ao Estado. Dito isso, afirmo que autonomia é uma construção permanente. E sua discussão deixa abertas algumas janelas, que nos permitem pensar que autonomia queremos e por que temos que ter autonomia. Que universidade temos e que universidade queremos? De que modo participamos das decisões no interior da universidade hoje e de que modo queremos participar no futuro? Esses tempos, para mim, são de incerteza em relação ao futuro da universidade. Mas sou daquelas pessoas quem mantêm viva a esperança e, junto a ela, a busca permanente e a luta indignada pelo que acredito".

## Publicações selecionadas
- A cidade e suas anamorfoses. CirKula, 2024
- Porto Alegre e seus Quintanares: essa pequena grande cidade vista pelos olhos de Mário Quintana. Mimeo,	2018. Coautora com Mauro Meirelles.
- Autonomia na Universidade. CirKula, 2017
- A Universidade Contemporânea. Livraria do Arquiteto, 2005
- Universidade pública, gratuita e de qualidade. Editora da UFRGS, 2004
- A educação superior frente a Davos. Editora da UFRGS, 2003. Co-organizadora com Jorge Brovetto e Miguel Rojas-Mix
- Brasil desde Porto Alegre. Editora da UFRGS, 2003. Co-organizadora com Miguel Rojas-Mix
- Universidade, um lugar fora do poder. Editora da UFRGS, 2002
- Estudos Urbanos: Porto Alegre e seu planejamento. Editora da UFRGS, 1993. Co-organizadora com João Rovatti
- Porto Alegre, passado e futuro. Editora da UFRGS, 1993
- Habitação popular no Rio Grande do Sul 1890/1980. Editora da UFRGS, 1993

## Prêmios e títulos
- 2016 - Uma das homenageadas pelo jornal Correio do Povo no Dia Internacional da Mulher[33]
- 2013 - Homenagem nos 30 anos da Associação Nacional de Pós-Graduação e Pesquisa em Planejamento Urbano e Regional, Coordenação do XV Enampur.
- 2011 - Troféu Seleto, Associação do Empresários Cristãos do Brasil.
- 2009 - Homenageada nos 75 anos da Universidade Federal do Rio Grande do Sul.
- 2008 - Ordem Nacional do Mérito Científico na Classe de Grã-Cruz, destacada como Personalidade Nacional, Governo Federal.[34]
- 2004 - Prêmio Mulher Destaque, Academia Literária Feminina do Rio Grande do Sul, reconhecendo sua projeção sócio-cultural.[35]
- 2004 - Grande Medalha da Inconfidência, Governo do Estado de Minas Gerais.[36]
- 2004 - Prêmio Pena Libertária da Educação, Sindicato dos Professores do Ensino Privado do Rio Grande do Sul.[37]
- 2004 - Troféu Mulher Cidadã, destaque em Educação, Assembleia Legislativa do Estado.[38]
- 2004 - Ordem do Ponche Verde na Classe de Oficial, Governo do Estado do Rio Grande do Sul, reconhecendo  suas ações e devotamento à causa do bem comum.[16]
- 2002 - Ordem Nacional do Mérito Científico na Classe de Comendadora, Presidência da República.[39]
- 2002 - Troféu Mulher Cidadã, destaque em Profissionalização e Emprego, Assembleia Legislativa do Estado do Rio Grande do Sul.[40]
- 2002 - Homenageada nos 50 anos da Faculdade de Arquitetura, UFRGS.
- 2001 - Prêmio Direitos Humanos no Rio Grande do Sul, UNESCO.[40]
- 2001 - Medalha Cidade de Porto Alegre, Prefeitura Municipal de Porto Alegre.[40]
- 2000 - Medalha Negrinho do Pastoreio, Governo do Estado do Rio Grande do Sul, destacando a importância da sua gestão por oito anos na reitoria da Ufrgs, "quando lutou pelas reivindicações da comunidade acadêmica e dedicou especial atenção aos estudantes".[41]
- 1999 - Medalha de Serviços Distintos da Brigada Militar, Secretaria de Estado de Segurança Pública do Rio Grande do Sul.[40]
- 1999 - Ordem do Mérito Militar na Classe de Comendadora, Presidência da República.[1]
- 1998 - Título de Cidadã de Porto Alegre, Câmara dos Vereadores de Porto Alegre, em reconhecimento do trabalho realizado na área da educação, na defesa da universidade pública independente e sua participação ativa em vários órgãos e colegiados científicos e nos movimentos em busca de melhor qualidade de vida para todos.[42]